# Lissonota dakrumae
Lissonota dakrumae är en stekelart som först beskrevs av William Harris Ashmead 1896.  Lissonota dakrumae ingår i släktet Lissonota och familjen brokparasitsteklar. Inga underarter finns listade i Catalogue of Life.